# Muhammad Khan Junejo
Mohammad Khan Junejo (Urdu: محمد خان جونیجو; Sindhi: محمد خان جوڻيجو; Sindhri (Pakistán), 18 de agosto de 1932 - Baltimore (Estados Unidos), 16 de marzo de 1993) fue un político y agricultor paquistaní que se desempeñó como el decimoprimer ministro de Pakistán, habiendo sido elegido en este cargo en 1985 hasta que fue destituido en 1988.
Junejo, un poderoso terrateniente, fue educado en Karachi, después de haber asistido al St. Patrick's College, y recibió capacitación como agricultor en el Instituto de Agricultura cerca de Hastings en el Reino Unido. Ganó el aviso público cuando se unió a la administración de Ayub y posteriormente sostuvo la cartera del gabinete de ferrocarriles, salud, comunicaciones y mano de obra desde 1963–69.
Después de participar en las elecciones celebradas en 1985, fue elegido para formar el gobierno en una plataforma de la Liga Musulmana de Pakistán, de la cual asumió la presidencia del partido. Su gobierno se destacó por el apoyo del conservadurismo, las medidas de austeridad que finalmente reducen los déficits presupuestarios del gobierno y derogaron las leyes de emergencia para permitir la libertad de prensa y los medios de comunicación en el país. [1] A pesar de la fuerte resistencia y la feroz oposición del presidente Zia-ul-Haq, Junejo autorizó a su Ministro de Relaciones Exteriores Yakob Khan a firmar y ratificar los Acuerdos de Ginebra en 1988. Sus relaciones con el presidente Zia-ul-Haq también se agriaron cuando abrió la investigación parlamentaria sobre el desastre del campamento de Ojihri, también en 1988.
El 29 de mayo de 1988, el presidente Zia despidió al Primer Ministro Junejo, quien presentó cargos por incompetencia y estancamiento económico e inmediatamente convocó a nuevas elecciones generales. Después de las elecciones generales celebradas en 1988, dirigió su propia facción mientras ocupaba la presidencia del partido ceremonial.
En 1993, según se informa, Junejo sufrió leucemia (una forma de cáncer) y murió mientras se sometía a tratamiento en el Hospital Johns Hopkins en Baltimore, Maryland, Estados Unidos.